# Sinopoda kinabalu
Sinopoda kinabalu – gatunek pająka z rodziny spachaczowatych i podrodziny Heteropodinae.

## Taksonomia
Gatunek ten opisany został po raz pierwszy w 2020 roku przez Elenę Grall i Petera Jägera na łamach „Zootaxa”. Jako miejsce typowe wskazano stoki Kinabalu poniżej Layang Layang na terenie malezyjskiego stanu Sabah. Epitet gatunkowy pochodzi od miejsca typowego.

## Morfologia
Jedyny zmierzony okaz jest samcem o ciele długości 5,8 mm przy prosomie długości 2,9 mm i szerokości 2,5 mm. U okazu przechowywanego w alkoholu karapaks jest pośrodku żółty z parą brązowych kropek, po bokach brązowy z kropkami żółtymi, szczękoczułki są żółte z brązowymi paskami, nogogłaszczki żółte z brązowymi kropkami na udach i rzepkach, sternum żółtawoszare z brązowym przodem i bokami, odnóża żółto-brązowe z rudobrązowymi nadstopiami, natomiast opistosoma (odwłok) z wierzchu szara z brązowym nakrapianiem, a od spodu szarobrązowa z żółtymi częściami przednio-bocznymi. Nogogłaszczki samca mają apofizę retrolateralną goleni o gałęzi grzbietowej prostej, igłowatej, zwężającej się w widoku tylno-bocznym, a gałęzi brzusznej nieco dłuższej, nakrywającej ją w widoku brzusznym. Wyrastający na godzinie pierwszej konduktor ma część odsiebną szeroką i nieco dobrzusznie zagiętą. Embolus jest smukły, prosty, na szczycie szeroki, szerszy niż prosta, zwężająca się ku wierzchołkowi apofiza emboliczna.

## Rozprzestrzenienie
Pająk orientalny, endemiczny dla Borneo, znany tylko z lokalizacji typowej na terenie stanu Sabah. Odnaleziony został na wysokości 2600 m n.p.m.